# Apple Wireless Keyboard
 Apple Wireless Keyboard je bezdrátová klávesnice Applu připojující se pomocí Bluetooth. Je dodávána s iMacem, ale lze ji také pořídit samostatně. Je na AA baterie. Je vyrobena z bílého hliníku a z plastu.

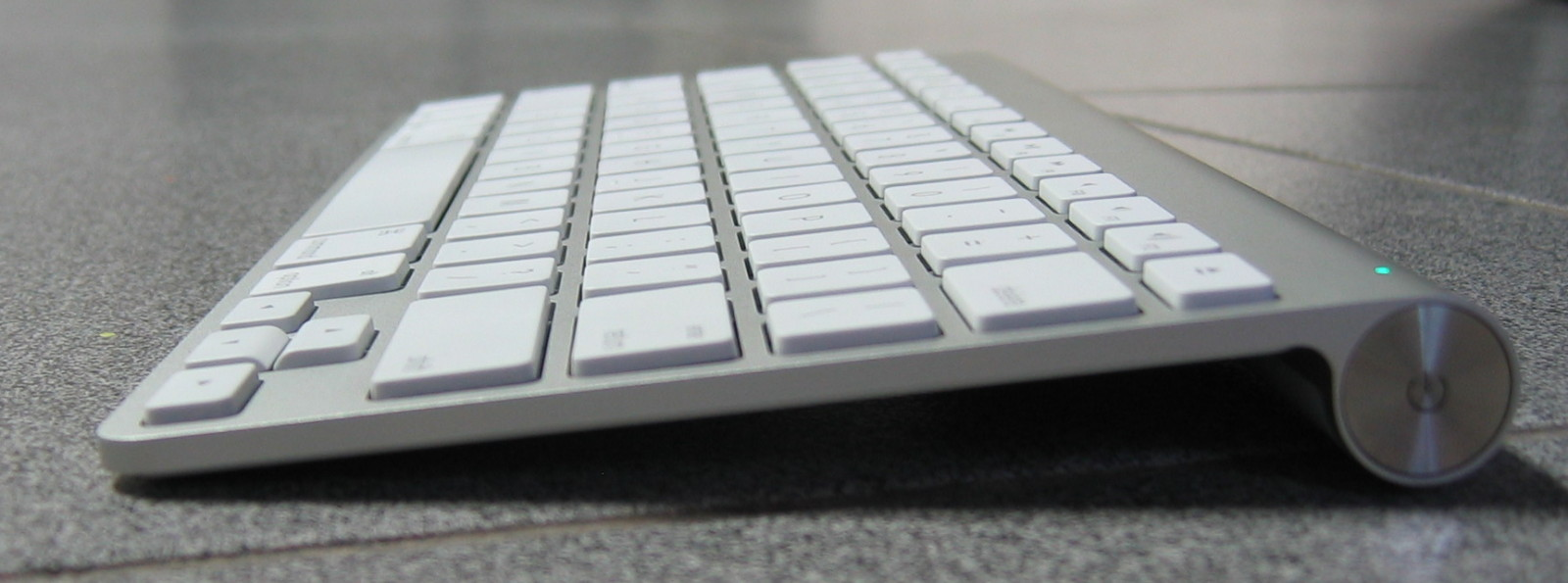
Pohled zboku